# Frontoserolis waegelei
Frontoserolis waegelei är en kräftdjursart som först beskrevs av Brandt 1988.  Frontoserolis waegelei ingår i släktet Frontoserolis och familjen Serolidae. Inga underarter finns listade i Catalogue of Life.